# ألين كريتيان
ألين كريتيان (من مواليد 14 مايو 1936) هي زوجة رئيس الوزراء الكندي العشرين جان كريتيان.
تركت المدرسة وهي في سن 16 ولم تذهب إلى الجامعة أبدًا، ولكنها أخذت دورات في المراسلة أثناء عملها كسكرتيرة.
تزوجت المحامية جان كريتيان في 10 سبتمبر 1957. ولديهما ولدين هما هوبير وميشيل كريتيان، وابنة تسمى فرنسا كريتيان ديسمارايس. بعد انتخاب زوجها في البرلمان، درّست نفسها اللغة الإنجليزية والإيطالية والإسبانية، وأصبحت تتحدث هذه اللغات بطلاقة (بما في ذلك الفرنسية). 
كانت ألين كريتيان ناشطة في عدد من المنظمات الخيرية على مر السنين منذ انتخاب زوجها لأول مرة في مجلس العموم في كندا في عام 1963. بالإضافة إلى اهتمامها الشديد باللغات، أخذت مدام كريتيان دورات في البيانو خلال الخمسينات من عمرها، أصبحj داعية لمعهد الموسيقى الملكي في تورونتو.
في 5 نوفمبر 1995، اقتحم أحد المتسللين، أندريه دالير، مقر إقامة رئيس الوزراء في المقر الرسمي لرئيس وزراء كندا، في أوتاوا، أونتاريو. استيقظت ألين كريتيان وهي بجانب زوجها النائم ثم تواجت ألين كريتيان بالدخيل على باب غرفة النوم الخاصة بهم. عندما شاهدت أنه كان مسلحًا بسكين كبيرة، أغلقت الباب وحبسته، ثم ايقظت زوجها.
أخذ زوجها بنصيحتها في كثير من الأحيان. أدرجت في مجلة ماكلين في عام 1996 أولى مقالاتها بين أبرز مستشاريه المؤثرين، قائلة: «لا يهم دعوتي بالقوة الدافعة وراء العرش - قالت انها تشاطر مقر السلطة». في عام 2000، وصف ألان فوثرنجهام في نفس المجلة أن جان وألين كريتيان كسياسيين «الأقوى في كندا»، فوق إيدي غولدنبرغ وجون بيليتييه.
وقد صرّح جان كريتيان علانية أنها مستشارة الرئيس. وقال مازحًا في إحدى المرات حصريًا أن الملك يُدار من قبل النساء: فالعاهل والحاكم العام ورئيس القضاة في المحكمة العليا كانوا جميعًا من النساء، وكانت مدام كريتيان تسحب أوتار رئيس الوزراء. قام بنكات مشابهة في كثير من الأحيان، عندما أخبر أحد المراسلين أنه لا يعرف متى ستكون الانتخابات القادمة لأنه لم يطلب رأي ألين بعد.
في دورها كزوجة رئيس الوزراء، ذهبت إلى نصب ضحية مدرسة دبليو آر مايرز الثانوية في عام 1999، إلى جانب رئيس وزراء ألبيرتا رالف كلاين، وزعيم المعارضة بريستون مانينغ، والمدعي العام في كندا آن ماكليلان.
في عام 2003، حصلت على أول شهادة فخرية من جامعة لورانس.
في 22 سبتمبر 2010، تم تعيينها كأول مستشارة في تاريخ جامعة لورانس، وهي مؤسسة تعليمية ثنائية اللغة في سودبيري، أونتاريو.